# Jászalsószentgyörgy
Jászalsószentgyörgy je obec v Maďarsku v okrese Jászapáti, v župě Jász-Nagykun-Szolnok.
Má rozlohu 47,67 km² a v roce 2013 zde žilo 3482 obyvatel.

## Populace
| Rok      | 1980            | 1990            | 2001            | 2010          | 2011            | 2013          |
| Populace | 4,157 (sčítání) | 3,831 (sčítání) | 3,836 (sčítání) | 3,515 (odhad) | 3,550 (sčítání) | 3,482 (odhad) |
| -------- | --------------- | --------------- | --------------- | ------------- | --------------- | ------------- |